# Macuru-papa-mosca
Barbudinho-lanceolado ou macuru-papa-mosca (nome científico: Micromonacha lanceolata) é uma espécie de ave da família Bucconidae. É a única espécie do género Micromonacha.
Pode ser encontrada nos seguintes países: Bolívia, Brasil, Colômbia, Costa Rica, Equador, Panamá e Peru.
Os seus habitats naturais são: florestas subtropicais ou tropicais húmidas de baixa altitude e regiões subtropicais ou tropicais húmidas de alta altitude.